# Josef Feinhals
Josef Feinhals, ou Joseph Feinhals, également connu sous son pseudonyme italianisé Collofino, né le  31 décembre 1867 à Cologne et mort le 1er mai 1947 au château de Randegg (de), Hegau, est un entrepreneur, marchand de tabac, mécène et collectionneur allemand. Il est connu pour avoir été un initiateur et un soutien de la scène artistique et culturelle rhénane. 

## Biographie
Ses parents sont Joseph (1835-1907) et Josephine Feinhals, née Hagen (1840-1921). Le 15 septembre 1861, le couple ouvre  au numéro 6 de la rue haute (Hohe Straße (de)) dans le secteur dit Unter Pfannenschläger, un établissement de vente exclusive de tabac et d'articles pour fumeurs, le premier magasin allemand de ce genre avec plus de 1 000 articles. Josef est le premier de leurs deux fils. Après des études d' économie à Genève, il sera deux ans (de 1887 à 1889) enseignant dans une fabrique de cigares à Brême. Il est ensuite employé dans des manufactures à Cuba et à New York. Son plus jeune frère, le baryton d'opéra Fritz Feinhals, décide très tôt de faire carrière dans la chanson et ne s'intéresse pas aux affaires  de ses parents. En 1897, Joseph père associe son fils aîné à son entreprise et lorsque survient son décès, dix ans plus tard, sa femme continue à lexploiter en tant que veuve, puis la cède en 1911 à son fils Josef qui en devient l'unique propriétaire . 

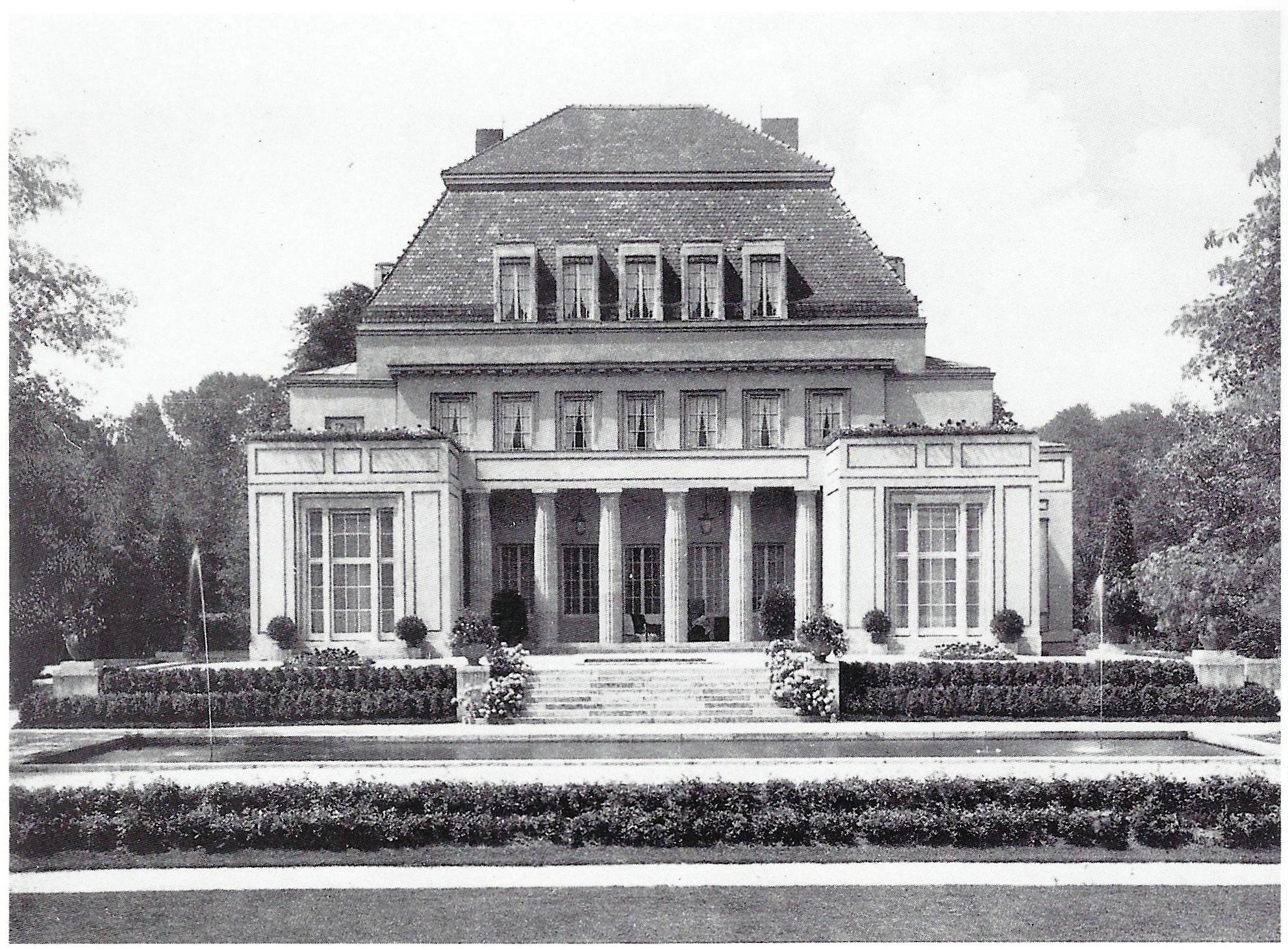
Villa Feinhals, Cologne-Marienburg (1911).

L'ancien bâtiment de la rue haute est démoli en 1889, et le 28 juin 1890, le magasin s'installe dans un nouvel immeuble somptueux construit par Kayser & von Groszheim à l'angle de Hohe Strasse 63 et de Schildergasse. Feinhals y devint l'un des premiers marchands allemands à commercialiser les cigares de La Havane. Ses vitrines figurent parmi les curiosités artistiques de la ville. Vers 1903, il devient le fournisseur royal de la Bavière. Son succès commercial lui permet de construire une magnifique villa avec colonnades doriques dans le quartier résidentiel du district de Marienburg à Cologne, Lindenallee 3, achevée en 1909 sur les plans de Joseph Maria Olbrich (bâtiment), Max Laeuger (jardin) et Bruno Paul (intérieur). 
Fin février 1909, Josef Feinhals fait la rencontre de Hermann Hesse, alors que ce dernier donne lecture de ses œuvres au Théâtre de Düsseldorf. Les deux hommes se lient d'amitié et échangent une volumineuse correspondance. Hesse séjourne à la Villa Feinhals à l'occasion d'une lecture donnée en janvier 1914 à Duisbourg. Hermann Hesse fait apparaître Feinhals à plusieurs reprises dans ses livres sous le pseudonyme de Collofino, notamment dans ses récits Le Dernier Été de Klingsor (1919), Le Voyage en Orient (1932) et dans son roman de 1943, Le Jeu des perles de verre. Cependant, cette italianisation littérale du nom de Feinhals ne vient pas de Hesse, mais se trouve déjà dans la chanson de fumeurs Munkepunkes Saturnalien d'Alfred Richard Meyer. En 1910, Bruno Paul dessine le caveau de la famille à Cologne, au cimetière Melaten. En 1912, Feinhals lui confie la conception intérieure de son bureau situé au 59-61 Hohe Straße.

## Amateur d'arts et mécène

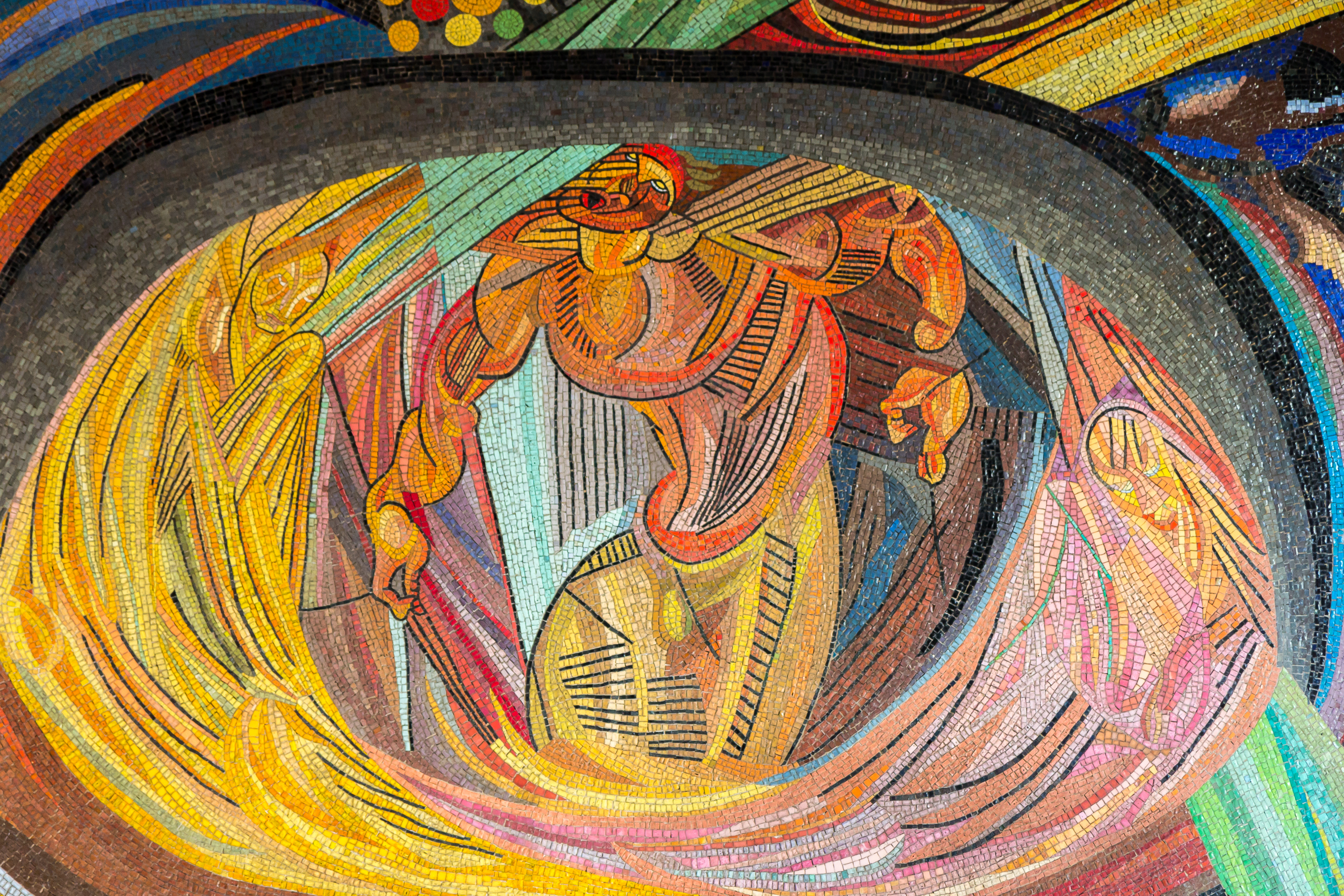
Die Geburt des Menschen (La naissance de l’homme), mosaïque d'Otto Freundlich (1919).

Figure clé de la vie culturelle de Cologne, Josef Feinhals soutient notamment Otto Freundlich, qui créé pour lui en 1919 la mosaïque Die Geburt des Menschen (La naissance de l’homme). Destinée à l'origine à la Villa Feinhals, elle décore le hall de l'opéra de Cologne . Sous son pseudonyme de Collofino, il publie dès 1911 des ouvrages historiques comme Le tabac dans l'art et la culture, (Der Tabak in Kunst und Kultur), des souvenirs Histoires de Collofino (Die Geschichten des Collofino) (1918) ou des écrits humoristiques Non olet (Cela n'a pas d'odeur), 1939. Le Collofino panaceae magus Coloniensis (le magicien à l’herbe magique de Cologne) donne aussi son nom à une marque de cigares, les Collofino. 
Feinhals était cofondateur et deuxième président des amateurs d'art et artistes du Sonderbund Ouest allemand, membre du conseil d'administration des écoles de Cologne et de l'Académie d'Etat de musique, Président d' honneur du groupe  du Werkbund allemand de Rhénanie centrale et il organise à Cologne de grandes expositions d'art : en 1906 et 1907 dans la Flora, en 1912 l'exposition du Sonderbund, et en 1914 celle du Werkbund allemand. 
Il meurt en 1947 au château de Randegg (de) et, comme son frère Fritz, est enterré dans le caveau familial du   cimetière Melaten de Cologne.

## Œuvres
- Prose :
  - 1918: Die Geschichten des Collofino: Eine Sammlung merkwürdiger Begebenheiten und rätselhafter Abenteuer …
  - 1918: Das Geheimnis des Marchesa oder Giorgione da Castel Franco
  - 1925: Schulerinnerungen, ein lustiges Pennälerbrevier
  - 1939: Non olet oder die heiteren Tischgespräche des Collofino
- Littérature technique :
  - 1911: Der Tabak in Kunst und Kultur
  - 1914: Tabakanekdoten, ein historisches Braunbuch
  - 1915: Der Tabak im Kriege
  - 1936: Vom Tabak. Ein Spaziergang durch das Raucherparadies